# La Fée des grèves (roman)
Cet article concerne un roman. Pour le film qui en est tiré, voir La Fée des grèves (film).
La Fée des grèves est un roman historique d'aventures de Paul Féval, publié en feuilleton dans La Gazette de France, du 27 juin au 23 octobre 1850. Il paraît en volume l'année suivante. L'histoire se déroule en 1450, en baie du mont Saint-Michel, aux confins de la Bretagne et de la Normandie.

## Matière historique

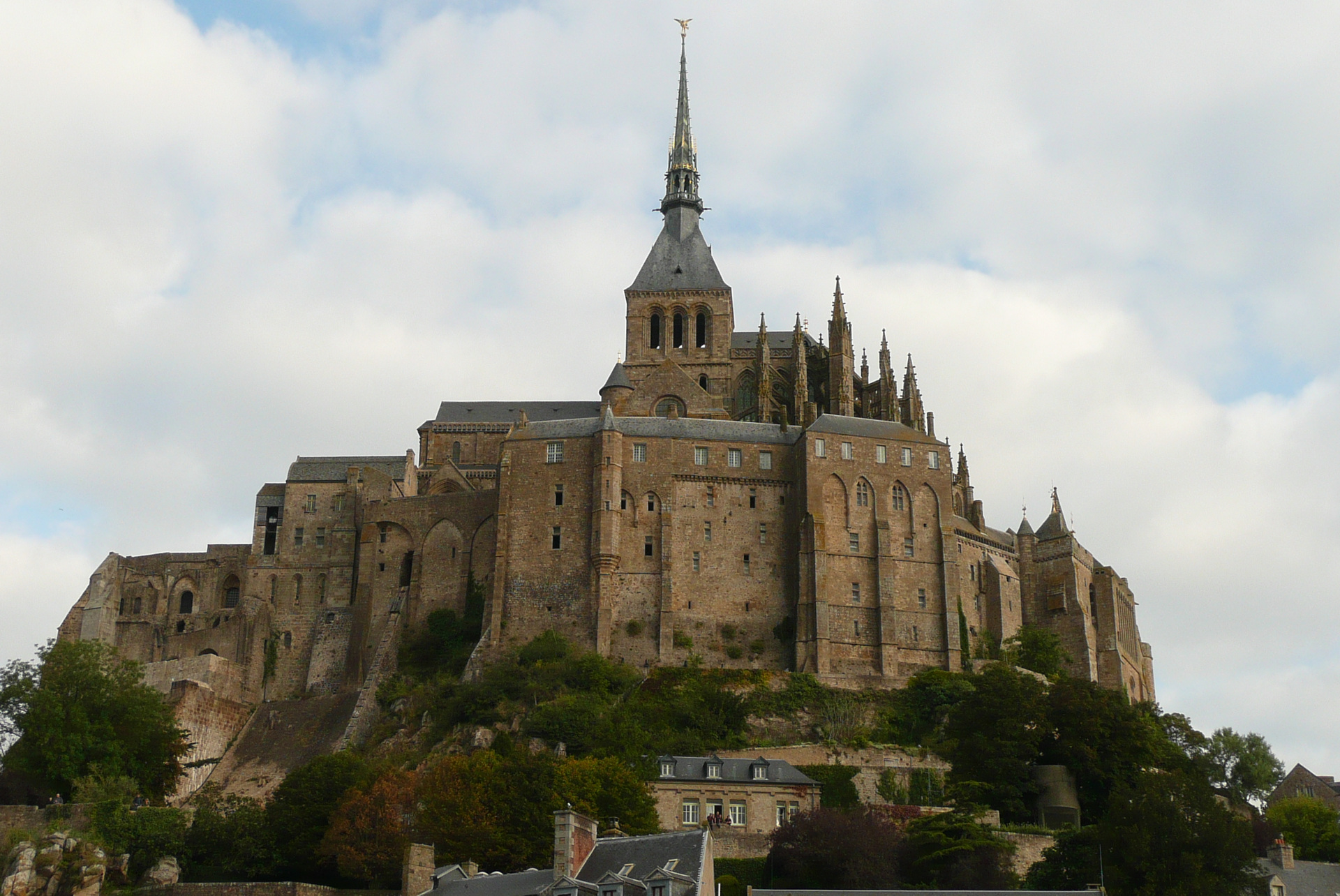
Le mont Saint-Michel.

Durant la guerre de Cent Ans, en 1417, Henri V d'Angleterre entreprend d'annexer la Normandie. En moins de deux ans, toutes les places tombent, même Rouen. Seul, le mont Saint-Michel résiste. Établis sur l'îlot voisin de Tombelaine, les Anglais ne réussiront jamais à s'en emparer.
Dans les années 1440, la mésentente règne entre le duc François Ier de Bretagne, plutôt favorable aux Français, et son frère Gilles, résolument partisan des Anglais. En 1446, Gilles est arrêté.
En 1449, une alliance est conclue entre le duc de Bretagne et le roi de France. Les Bretons attaquent les Anglais dans le Cotentin. À la mi-avril 1450, François vient combattre lui-même.
Le 25 avril, Gilles meurt étranglé dans son cachot. On ignore si l'ordre est venu de son frère. Fin mai, François réduit la forteresse de Tombelaine. Puis il fait un séjour d'une semaine au mont Saint-Michel. À la mi-juin, fatigué, malade, il rentre en Bretagne. Le 24 juin, les derniers Anglais sont chassés de Normandie, ce qui marque la fin de la guerre de Cent Ans dans cette province.
François de Bretagne meurt moins de trois mois après son frère, le 18 juillet. L'imagination populaire en est frappée : on raconte que, sur la grève du mont Saint-Michel, un cordelier l'avait assigné à comparaître dans les 40 jours, devant le tribunal de Dieu.

## Résumé

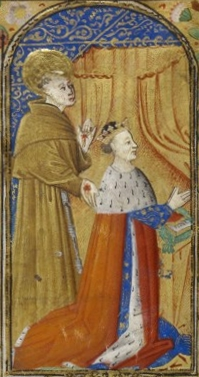
François Ier de Bretagne en prière.

Le 8 juin 1450, dans la basilique du mont Saint-Michel, le duc François de Bretagne assiste à un service célébré pour le repos de l'âme de son frère, Gilles, qu'on a laissé mourir de faim par son ordre. Soudain, un seigneur déguisé en moine, Hue de Maurever, écuyer du défunt, dénonce le fratricide. Il cite le duc à comparaître, dans un délai de 40 jours, devant le tribunal de Dieu. Puis il disparaît.
Le duc promet à l'écuyer Aubry de Kergariou de le faire chevalier s'il lui ramène cet homme, mort ou vif. Aubry refuse en jetant son épée aux pieds du duc. Son cousin Méloir s'avance, et dit qu'il se chargera de la besogne. Ce sera donc lui qui sera chevalier, assure le duc. Hue de Maurever est alors déclaré traître. Sa tête est mise à prix de 50 écus nantais.
Deux semaines plus tard, cette nouvelle est proclamée à une grande lieue et demie de là, en Bretagne, dans le village de Saint-Jean-des-Grèves. La récompense fait rêver Jeannin, le jeune coquetier (pêcheur de coques). Il est effet trop pauvre pour prétendre à la main de celle qu'il aime, Simonnette, la fille du riche Simon Le Priol. Les 50 écus nantais font également dresser l'oreille de maître Gueffès, avare sans âge, qui rêve lui aussi d'épouser Simonnette, mais pour sa dot.
Méloir, à la tête de soudards, vient s'établir dans le manoir dévasté de Maurever. Lorsque tout dort, une jeune fille pénètre sur les lieux et s'empare de vivres. Elle dérobe aussi l'escarcelle de Méloir, qui contient la récompense promise.
Jeannin rêve toujours des 50 écus. Il sait où se cache Maurever, mais se refuse à le livrer. Dans l'ombre, il revoit une forme féminine qu'il aperçut une nuit, et qu'il prend pour la légendaire fée des grèves : la fée, si on la tient, fait tout ce qu'on veut et donne tout ce qu'on demande. Jeannin se lance dans la nuit à sa poursuite, par les grèves, vers le Couesnon. Il parvient à la rattraper, près de la mare de Cayeu. Il lui demande 50 écus nantais, qui lui permettront d'épouser Simonnette. La fée tente de lui échapper. Mais le vent annonce que la mer monte, et l'on entend la trompe des soudards qui mènent leurs recherches. La fée abandonne à Jeannin l'escarcelle volée à Méloir.

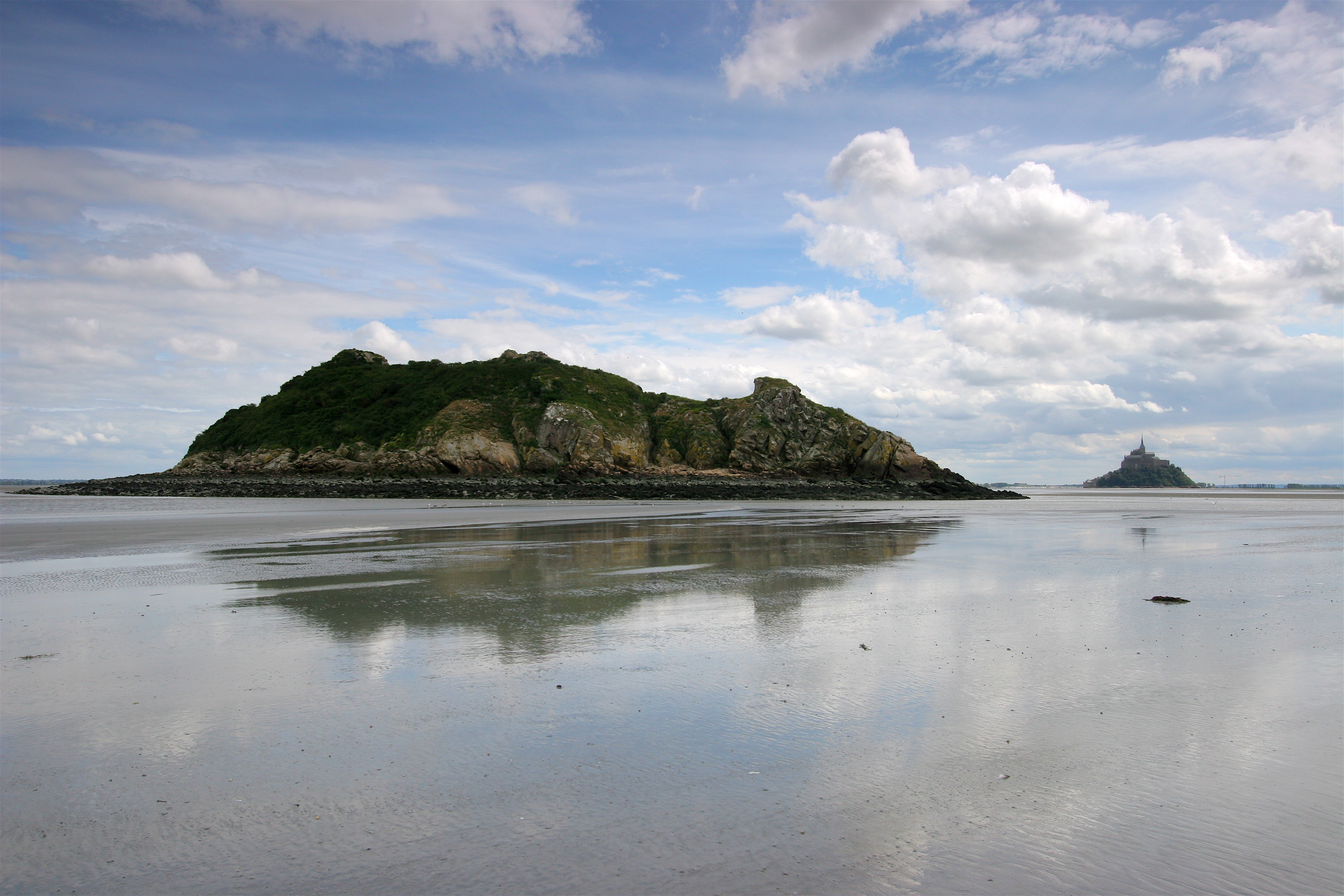
L'îlot de Tombelaine. En arrière-plan, le mont Saint-Michel.

La fée n'est autre que Reine de Maurever, la fille du fugitif, que tout le monde croyait morte. Elle poursuit seule vers le Mont. Elle gravit les rochers jusqu'à la meurtrière du cachot de l'abbaye. Là, croupit depuis quinze jours le malheureux Aubry, son promis. Reine lui fournit une lime. Entre deux marées, elle se charge aussi d'apporter des vivres à son père, qui se cache plus au nord, sur l'îlot de Tombelène abandonné par les Anglais.
Fort des 50 écus, Jeannin va demander la main de Simonnette aux parents de celle-ci. Le mariage est affaire conclue. Témoin de la scène, maître Gueffès s'empresse d'aller prévenir les soudards. Jeannin est pendu au pommier. Il n'est sauvé que par l'intervention de Reine. Croyant avoir affaire à la fée des grèves, les soudards s'enfuient épouvantés. Les villageois, qui s'attendent à des représailles, prennent alors les armes et quittent leur village. Accompagnés de Reine, ils rejoignent Hue de Maurever à Tombelène. De la forteresse anglaise, il ne reste que ruines. Les villageois s'y retranchent, et se préparent à un siège.
Méloir visite son cousin dans son cachot. Aubry profite d'un moment d'inattention pour s'emparer de son épée, le terrasser, le ligoter, revêtir son armure et s'évader, avec la complicité de son geôlier, le colossal frère Bruno. Ensemble, ils gagnent Tombelène.

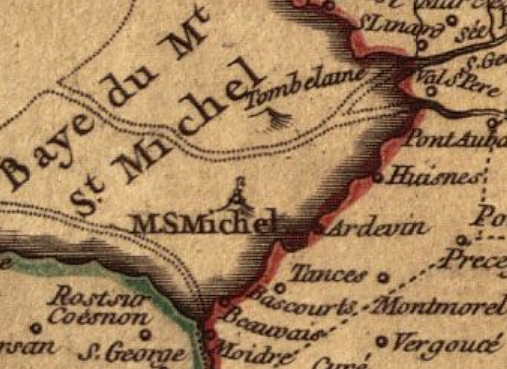
La baie du mont Saint-Michel.

Libéré, Méloir interroge maître Gueffès. Celui-ci exige 100 écus d'or, la tête de Jeannin et la main de la jolie Simonnette, dont il entend se venger quand elle sera sa femme. Méloir accepte le marché. Il apprend ainsi où se cache Maurever. Il réunit ses hommes et lance, de nuit, l'assaut de Tombelène. Dans la mêlée, Aubry et Méloir se retrouvent face à face. L'épée d'Aubry se brise. Méloir frappe, mais c'est Reine — venue tendre une nouvelle épée à Aubry — qui est blessée. Les assaillants sont refoulés.
En cette saison, les nuits sont claires et la brume règne le jour. Frère Bruno conseille de profiter de cette brume pour fuir, car elle va déjouer le flair des lévriers de Méloir. Au petit jour, ils se mettent en marche vers Ardevon, dans un brouillard à ne pas voir son nez.
Les fugitifs se divisent. S'étant joint aux soudards, maître Gueffès se perd. Il aperçoit une forme. Croyant qu'il s'agit de Reine, il se précipite pour la capturer. Mais c'est Jeannin, qui lui tord le cou.

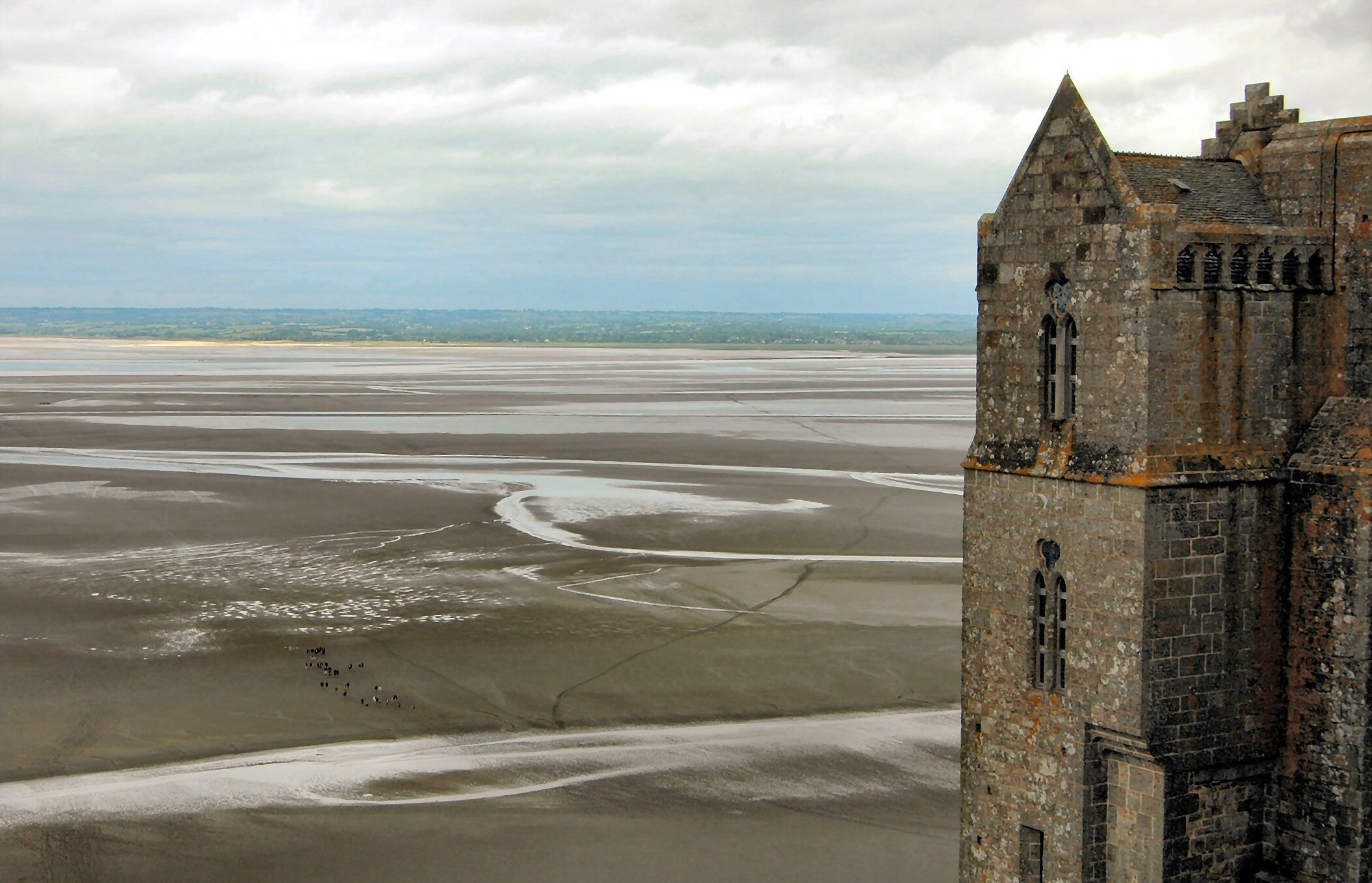
La baie, vue du mont Saint-Michel.

Lorsque la brume se dissipe, le bataillon français du sire de Ligneville s'interpose entre les fugitifs et les soudards bretons. Ligneville prend Hue de Maurever sous sa protection. On ne trouve pas trace de Reine, ni du frère de Simonnette, ni de Méloir.
Tous trois sont au nord-ouest, sur la grève, à deux lieues au moins de la terre ferme. Méloir, qui vient de tuer le frère de Simonnette, s'enlise. Reine, allongée, pourrait se relever et fuir, mais Méloir la retient. La mer monte. Dans dix minutes, ils seront submergés. Aubry se précipite à cheval. Méloir tente d'étrangler Reine. Aubry le tue d'un coup de lance. Il emporte Reine sur son cheval et ils font la course devant le flot, déjouant le piège du fond de Courtils, contournant la mare d'Anguil. Ils sont sauvés.
Le 18 juillet 1450, à Nantes, le duc François de Bretagne se meurt. Hue de Maurever, qui 40 jours plus tôt avait délivré l'assignation impitoyable, vient à son chevet. Reine et Aubry l'accompagnent. Le duc reconnaît ce dernier. Avant de mourir, il tient à le faire chevalier. Puis il dévoile un portrait du défunt Gilles de Bretagne. Il charge Maurever d'adjurer celui-ci, au nom de Dieu, de pardonner à son frère. Trois jours plus tard, Reine épouse Aubry, tandis que Simonnette épouse Jeannin.

## Personnages
- Aubry de Kergariou. Vingt ans, gentilhomme de la noblesse de Bretagne, cousin de Méloir, amoureux de Reine.
- Reine de Maurever. Seize ans, fille de Hue, éprise d'Aubry.
- Méloir. Trente-cinq ans, cousin d'Aubry, également amoureux de Reine. Il se charge de la poursuite de Hue.
- Hue de Maurever. Vainqueur des Anglais, seigneur respecté, père de Reine.
- François de Bretagne. Duc accusé de fratricide par Hue.
- Gilles de Bretagne. Frère du duc, assassiné par celui-ci.
- Jeannin. Bientôt dix-huit ans, jeune homme intrépide, épris de Simonnette.
- Simonnette Le Priol. Seize ans, fille de Simon et de Fanchon Le Priol, amoureuse de Jeannin. Amie de Reine.
- Julien Le Priol. Frère de Simonnette et fils de Simon et de Fanchon Le Priol.
- Simon Le Priol. Chef du village, père de Simonnette et Julien, époux de Fanchon.
- Fanchon Le Priol. Mère de Simonnette et Julien, épouse de Simon.
- Vincent Gueffès. Bas-Normand de Domfront, de 25 à 60 ans. Il ne sait ni labourer, ni pêcher, ni se battre. Il est moitié mendiant, moitié maquignon, un peu clerc, un peu païen. Il est affreux : une bouche comme fendue d'un coup de hallebarde, une mâchoire de mastodonte, des petits yeux ronds frangés de rouge, des cheveux couleur de poussière. « Quand il songeait à la dot de Simonnette, sa mâchoire tout entière se montrait en un épouvantable sourire[11]. »
- Frère Bruno. Moine de l'abbaye du Mont-Saint-Michel, ancien soldat et geôlier d'Aubry. Bon vivant, il raconte tout le temps des histoires de son passé. Il va aider Aubry à s'échapper.

## Atmosphère

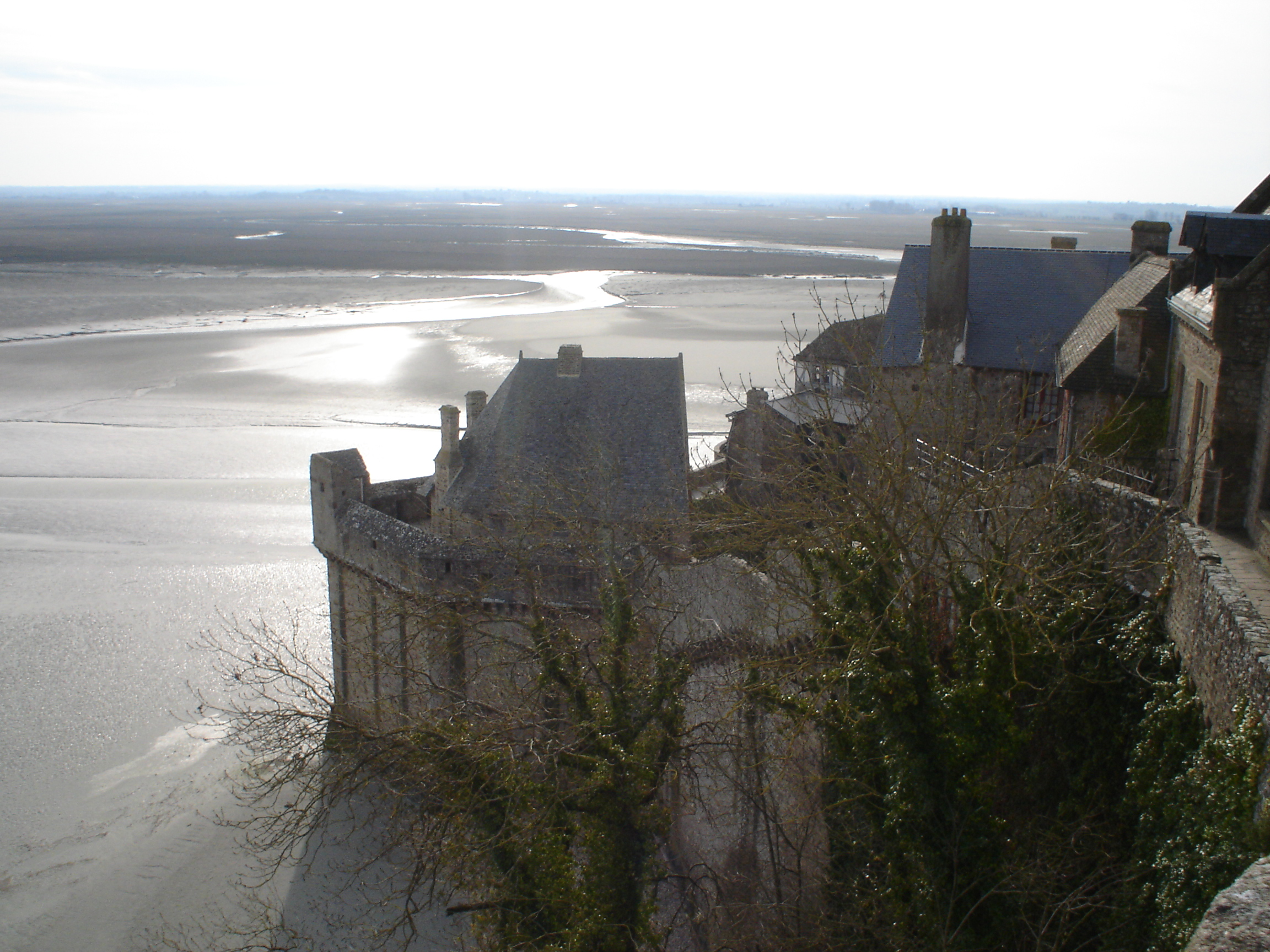
La baie, vue du mont Saint-Michel.

« Pour peu qu'il y ait un léger voile de brume sur le sol plat du Marais, vous ne savez de quel côté de la digue est la grève, de quel côté la terre ferme. À droite et à gauche, c'est la même intensité morne et muette. Nul mouvement de terrain n'indique la campagne habitée ; vous diriez que la route court entre deux grandes mers. C'est que les choses passées ont leurs spectres comme les hommes décédés ; c'est que la nuit évoque le fantôme des mondes transformés aussi bien que les ombres humaines. » Tangues, lises, paumelles, danger du flot qui monte, soudaineté des fantaisies du Couesnon, villages ensevelis, brouillards de grève, mer de vapeurs, dorures du soleil sur le Mont dans les « vagues cotonneuses » de la brume : la description des féeries de la baie du mont Saint-Michel fait baigner le récit dans une atmosphère de sortilèges.

## Adaptations
En 1909, Louis Feuillade réalise La Fée des grèves, film muet librement adapté du roman de Paul Féval.